# 柳博米爾卡 (波隆涅區)
50°2′35″N 27°40′14″E / 50.04306°N 27.67056°E
柳博米爾卡（烏克蘭語：Любомирка），是烏克蘭西部的村莊，隸屬赫梅利尼茨基州的舍佩蒂夫卡區。該村始建於1680年，面積0.73平方公里，海拔高度236米，2001年人口396，人口密度每平方公里544人。